# Schistura himachalensis
Schistura himachalensis är en fiskart som först beskrevs av Menon, 1987.  Schistura himachalensis ingår i släktet Schistura och familjen grönlingsfiskar. Inga underarter finns listade i Catalogue of Life.